# أنطونيو كاسانو
أنطونيو كاسانو (بالإيطالية: Antonio Cassano) (باري، 12 يوليو 1982)، لاعب كرة قدم إيطالي.
بدأ مشواره الرياضي في نادي مسقط راسه باري عام 1999 لغاية 2001 انتقل بعدها الى نادي روما ولعب مع نادي روما مدة 5 سنوات لتاريخ 2006 لينتقل بعدها الى نادي ريال مدريد بصفقة بلغت 4 مليون يورو وفي عام 2008 انتقل الى نادي سمبدوريا بصفة اعارة ليقوم نادي سمبدوريا بالاستحواذ على بطاقة لعبه بالكامل نهاية الموسم بمبلغ 4.5 مليون € في 29 مايو 2008 لغاية 2011 انتقل بعدها الى نادي ايه سي ميلان الايطالي ايضا لغاية 2012 ومن ثم الى نادي انتر ميلان ومنها الى بارما في 2013 و عاد فيما بعد الى نادي مبدوريا عام 2015 ومنها الى نادي هيلاس فيرونا
شغل منصب عضو أساسي في منتخب إيطاليا لكرة القدم، لكن لم يكن ضمن الفرقة الفائزة بكأس العالم 2006 في ألمانيا، كاسانو لاعب مهاري يلعب بكلتا القدمين، حيث يمتلك أسلوب ومهارات اللاعب العالمي، ولكن طغت على مسيرته الكثير من المشاكل الناتجة عن شخصيته الصعبة.
كاسّانو لقب بالكثير من الألقاب مثل El Pibe de Bari ،Fantantonio ،Peter Pan (مقتبس من كنية الأسطورة الأرجنتينية دييغو مارادونا)، Il Gioiello di Bari Vecchia (جوهرة باري العريقة)، Bebo ،Talentino ،Talento di Bari Vecchia.
كاسّانو اشتهر بشخصيته الصعبة وسلوكه الغير منضبط الذي جذب الانتباه الإعلامي أكثر من مهاراته كلاعب كرة قدم، لذا لقب بالتعبير الإيطالي الجديد Cassanata الذي اخترعه مدربه فابيو كابيلو في تشرين الثاني 2002 وبعد ذلك أصبح ناشطاً من قبل الصحافة للإشارة إلى أي سلوك غير متوافق مع روح فريق كرة القدم. فسخ عقده مع نادي بارما عام 2015 .

## سيرته الذاتية
ولد كاسّانو في 12 يوليو 1982 اليوم الذي يلي فوزِ إيطاليا على ألمانيا في نهائي كأس العالم 1982. كبر فقيرا في القسم القديم لباري، المسمى (Bari Vecchia)، وكان يلعب كرة القدم دائما في شوارع باري، والتقط بواسطة كشافة نادي باري ولعب في فريق البراعم للنادي، توفي والد كاسّانو قبل ولادته.
خطب كاسانو مع لاعبة كرة الماء كارولينا مارشيليس في عام 2008 ثم تزوجا في 19 يونيو 2010 في كنيسة كييزا دي سان مارتينو، بورتوفينو وأنجبوا طفلهما الأول كرستوفير في 14 مارس 2011.

## بداية مسيرته
ظهر كاسّانو لأول مرة في الدوري الإيطالي الدرجة الأولى مع نادي باري في عام 1999 ضد نادي ليتشي، بعد أسبوع؛ أحرز كاسّانو هدفا ضد نادي إنتر ميلان، أحد الأندية التي كانت تريد التعاقد معه قبل أن يوقع عقدا احترافيا مع نادي مدينته الأصلية، وهذا الهدف كان بداية شهرته.
النوادي الكبيرة في إيطاليا أبقت أعينها تراقب كاسّانو، ووسط إشاعات سبقت تعاقده مع نادي روما؛ وقع في النهاية لهم عندما كانوا أبطال الدوري الإيطالي الدرجة الأولى آنذاك في صيف 2001، وكان مبلغ الانتقال ما يقارب 28 مليون €.
اعتبر البعض المبلغ كبيرا جدا لشراء لاعب ما زال بعمر 19 سنة فقط، كمدير نادي يوفنتوس العام لوتشانو مودجي الذي قال«كاسـّانو موهبة حقيقية، لكن مبلغ 28 مليون € للاعب بعمره مبالغ فيه، قريبا سنفهم كم يساوي بالضبط».
في الموسم الأول لكاسّانو مع روما لم يشارك كثيرا وسجل 5 اهداف فقط، لكن مستواه تطور كثيرا، مما أدى لجذب انتباه المسؤولين في المنتخب الإيطالي، تم اسدعائه للمنتخب الإيطالي؛ وفي ظهوره الأول في تشرين الثاني 2003 ضد بولندا أحرز كاسّانو هدفه الأول مع المنتخب الوطني.
كاسّانو لعب مع المنتخب الإيطالي في بطولة أمم أوروبا 2004 بعمر 22، بعد إيقاف صانع ألعاب المنتخب الإيطالي فرانشيسكو توتي عندما بصق على المدافع الدنماركي كريستيان بولسن في مباراتهم ضد المنتخب الدنماركي؛ كاسّانو كسب مكانا في التشكيلة الأساسية للمنتخب الإيطالي ولعب المباراة التي تليها ضد المنتخب السويدي وأحرز هدفا فيها، واحرز هدف الفوز في مباراتهم ضد المنتخب البلغاري ولكن إيطاليا لم تتأهل رغم تساوي النقاط بسبب فارق الأهداف الذي أهل الدنمارك. وصفه مدرب إيطاليا آنذاك جوفاني تراباتوني بـ«مستقبل الكرة الإيطالية»، كما أن النجم الفرنسي تيري أونري وصفه بأنه كنز إيطاليا وأحد اللاعبين القلة الذين يستمتع بمشاهدتهم.

## الخلافات في روما
أثناء تلك الفترة تصرفات كاسّانو بدأت بجذب الانتباه الإعلامي له، حيث كان لديه خلافات عديدة مع مدربين روما ومدرب المنتخب الإيطالي تحت الـ21 سنة، خلافاته مع مدربه فابيو كابيلو كانت أعندها بشكل خاص حيث قام كابيلو بحذفه من مباراة تجريبية بعد بضعة أيام من ظهوره الدولي لأول مرة.
في نهائي كأس إيطاليا 2003 ضد اي سي ميلان كاسّانو طرد من المباراة بعد احتجاجه بشدة على قرار حكم المباراة روبيرتو روزيتي وقبل خروجه من الملعب قام بتوجيه حركة القرون بأصابعه للحكم مأكداً احتجاجه وبشده عليه.
في موسم 04-2003 بعد استقالة المدرب تشيزري برانديلي دخل كاسّانو في خلافات مع بديله المدرب رودي فولر، استقال فولر بعد شهر فقط من توليه لمنصبه بعد سلسلة النتائج السيئة ودخوله في خلافات مع بعض لاعبي روما وعلى رأسهم كاسانو، لاحقا وبمقابلة في كانون الأول 2004 كاسّانو ذكر أنه يفتقد مدربه كابيلو، الذي يعبره مثل الأب.
كاسّانو حذف من الفريق أيضا لفترات متقطعة في فترة تولي المدرب لويجي دل نيري تدريب الفريق وهو المدرب الثالث للنادي في نفس الموسم، والذي استقال في منتصف الموسم، عين بدلاً عنه مدرب روما للشباب وأسطورة النادي برونو كونتي، وعاد كاسانو للعب تحت قيادة كونتي للفريق، وأصبح كاسّانو قائد الفريق في ظل إيقاف كابتن روما فرانشيسكو توتي لخمس مباريات والكابتن الثاني بعد عودته.
قبل بداية موسم 06-2005 وعندما استلم المدرب لوتشانو سباليتي تدريب الفريق، كان كاسّانو قد دخل مع إدارة النادي في نزاع ثابت لتجديد عقده حيث كان كاسّانو يطالب بزيادة راتبه والإدارة رفضت ذلك بحجة الضعف المادي للنادي. في تلك الفترة أبدت أندية إنتر ميلان ويوفنتس وأيضا ريال مدريد رغبتها في التعاقد مع كاسّانو، وكانت الصحافة والإعلام تخمن تركه لروما وانتقاله للالتحاق بمدربه كابيلو في يوفنتس، ولكنه في النهاية انتقل لريال مدريد في كانون الثاني 2006، وقد رحل كاسّانو من روما بدون توديع أعضاء فريقه.

## الانتقال إلى ريال مدريد
أصبح كاسّانو ثاني لاعب إيطالي يلعب لـريال مدريد بعد عضو فريقه السابق في روما اللاعب كريستيان بانوتشي. كاسّانو سجل في أول ظهور له مع ريال مدريد بتاريخ 18 كانون الثاني 2006 في مباراتهم في كأس ملك إسبانيا ضد فريق ريال بيتيس، وسجل إيضا في ديربي مدينة مدريد ضد الغريم التقليدي أتلتيكو مدريد عندما فاز الريال بهدفين مقابل هدف. لكنه لم يستطع أن يكسب مكانا في التشكيلة الأساسية للفريق تحت قيادة المدرب لوبيز كارو مما دفع الصحافة للتخمين حول أن السبب من شرائه كان لأسباب مادية، في هذه الأثناء وبسبب مشاركته القليلة مع الفريق إزداد وزن كاسّانو وأيضا بسبب ضعف البرنامج الغذائي الخاص باللاعب، مما دعى الممثل الكوميدي الأسباني كارلوس ليتر لتقليد كاسّانو في أحد البرامج الكوميدية يتمثيله اللاعب وهو يأكل بشكل مفرط، لهذه الأسباب تم استبعاد اللاعب من فرقة إيطاليا الفائزة بـكأس العالم 2006 في ألمانيا.
آمال كاسّانو عادت من جديد بعد انضمام مدربه السابق في روما فابيو كابيلو الذي درب ريال مدريد قبل عشر سنوات قبل الانضمام لهم في صيف 2006 بعد مغادرته لـنادي يوفنتس الإيطالي في أعقاب فضيحة التلاعب بنتائج الدوري الإيطالي 2006.

## العودة للمنتخب الوطني

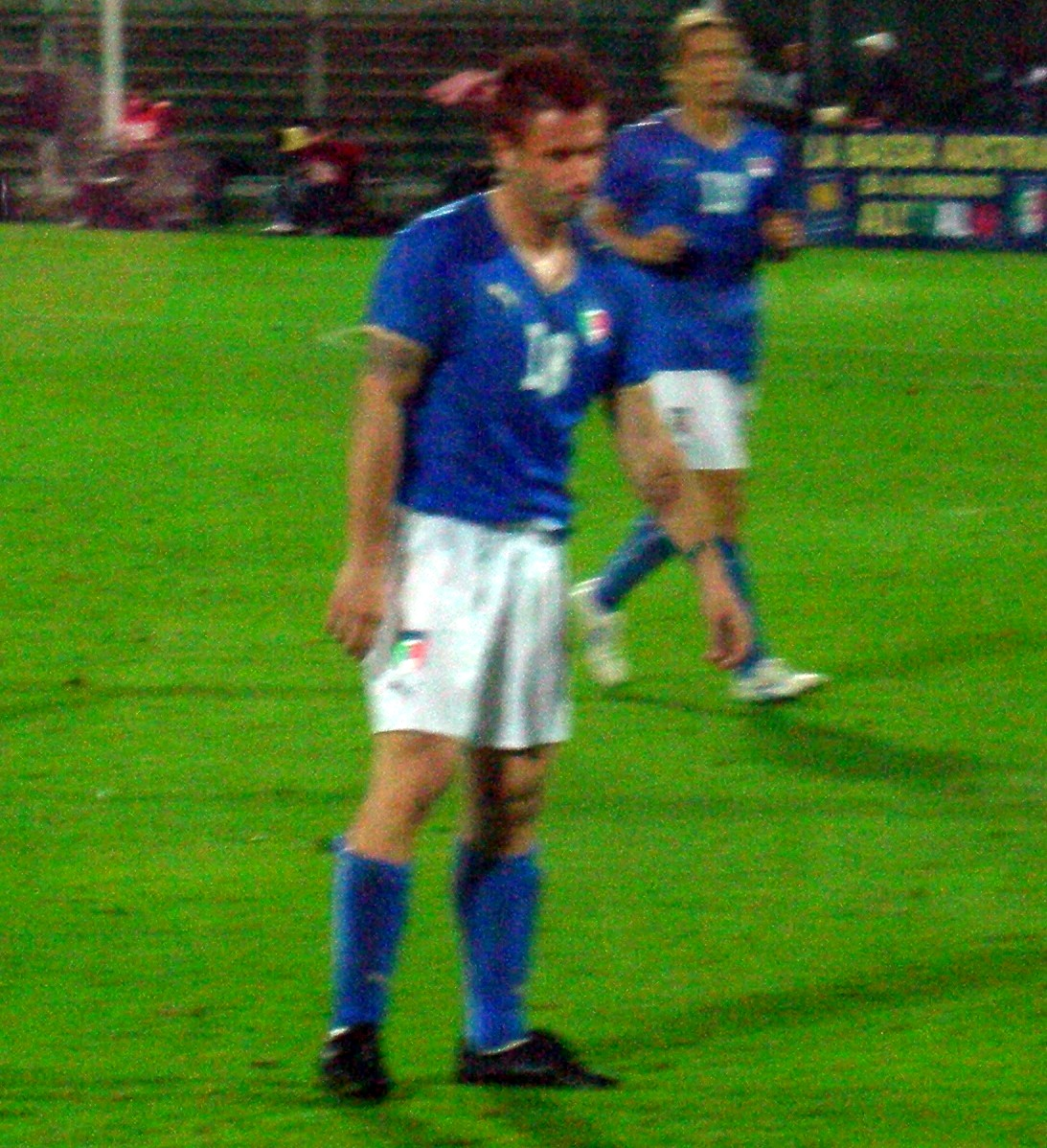
أنتونيو كسانو

بعد غياب لمدة تقارب السنة عن صفوف المنتخب الوطني الإيطالي تم استدعاء كاسّانو مجدداً للعب في تصفيات بطولة أمم أوروبا 2008 مع المنتخب في أيلول 2006 بواسطة المدرب الجديد روبرتو دونادوني الذي عين كبديل للمدرب المستقيل مارتشيلو ليبي الفائز بـكأس العالم 2006.
كَسّانو لعب الدقائق الـ90 الكاملة للمبارة ضد منتخب ليتوانيا وكان نجم المباراة بعد صناعته لهدف إيطاليا الوحيد وخلقه العديد من الفرص وأدائه الرائع، في المباراة التي تليها ضد منتخب فرنسا في باريس كان أداءه عاديا وذلك بسبب الرقابة اللصيقة التي تلقاها من دفاع المنتخب الفرنسي.
كَسّانو لم يستدع منذ ذلك الحين للمنتخب الإيطالي إلى أن تم استدعائه مجدداً في بطولة بطولة أمم أوروبا 2008

## الخلافات في ريال مدريد
في 30 أكتوبر/تشرين الأول 2006، أعلن ريال مدريد بأنه تم فصل كاسّانو بشكل مؤقت من الفريق، وذلك بسبب «إهانته» للمدرب فابيو كابيلو المدير الفني لريال مدريد عقب المباراة التي فاز فيها على مضيفه خيمناستيكا 3/1 ضمن مباريات الدوري الأسباني، طبقاً لصحيفة لاجزيتا ديلّو سبورت الإيطالية كَسّانو قال بأنه وقف دائماً وراء كابيلو منذ أيامهم في روما، وقال لكابيلو «هل لا يوجد لديك احترام؟ فعلت كل ما أستطيع من أجلك في روما وهكذا تكافئني؟». في ذلك الوقت كاسّانو إنضم إلى ديفيد بيكهام ورونالدو في قائمة اللاعبين الغير مرغوب بهم لدى كابيلو.
كثر التخمين بالنسبة لمستقبل كاسّانو بالنادي الملكي وذلك نتيجة لتصرفه، وربِط بالانتقال إلى أندية إنتر ميلان، أي سي ميلان، نيوكاسل يونايتد، نابولي، فيورنتينا، ومانشستر سيتي. وفي مقابلة مع محطة إذاعة رومانية، قال كاسّانو بأنه «سيمشي كل الطريق للعودة إلى روما ولو مشياً على الأقدام»، وبانه لو عاد الزمن للوراء ما ترك النادي، وأشار إلى أنه سيقوم بمصالحة كابتن فريقه السابق فرانشيسكو توتي. لكن حسب بعض المواقع الإخبارية الرياضية كاسّانو قام بنفي الخبر فيما بعد.
على أية حال كاسّانو لم يغادر النادي الملكي في فترة الانتقالات الشتوية لأي من الأندية المذكورة، وفيما بعد قام بالاعتذار للمدرب كابيلو وتم إعادته من جديد للفريق، لكن بعد إعادته للفريق بفترة قصيرة إلتقطته إحدى الكاميرات وهو يقوم بتقليد كابيلو ببعض الحركات ويتحدث مع اللاعب المالي مامادو ديارا عن تشكيلة الفريق ويقوم بانتقاد خطط وتشكيلة كابيلو بتفضيلة للاعبين معينين على حسابه هو مع رونالدو في إطار تلك المحادثة. كابيلو قام باستبعاد كاسّانو لفترة طويلة من الفريق ثم قام بإعادته من جديد للفريق برفقة ديفيد بيكهام ولعب بعض المباريات وكان له دور في بعض النتائج الإيجابية، لكنه لم يستمر طويلا حيث داهمته إصابة في الركبة لم يعد بعدها للعب مع الفريق حتى نهاية الموسم. بعض المحللين الرياضيين يعتقدون بأن كاسّانو لم يكن يعاني من إصابة إنما تم استبعاده مجدداً من الفرقة وذلك لمشكلة معينه.
في مقابلة مع الراديو الإسباني في الصيف، وصف رئيس ريال مدريد رامون كالديرون بأنه لايمكن دعم موقف كاسّانو في آخر شهرين، وأشار إلى أن كاسّانو سيترك النادي في الصيف.
فيما بعد أكد كاسّانو بأنه تلقى عرضا في الصيف من مانشستر سيتي بمبلغ 5£ ولكنه رفضه وانتقل إلى سامبدوريا بصفقة إعارة لمدة سنة.

## الإعارة إلى سامبدوريا
في 13 أغسطس 2007، تعاقد نادي سامبدوريا الإيطالي مع كاسّانو في صفقة إعارة لمدة سنة واحدة من نادي ريال مدريد. في فترة الإعارة سامبدوريا دفع €1.2 مليون من راتب اللاعب، بينما باقي الراتب قام ريال مدريد بدفعه وهو ما يقارب €3، سامبدوريا سيكون لديه خيار شراء كاسانو في نهاية الموسم.
تم تقديم كاسّانو إلى الجماهير في 18 أغسطس أمام 2.500 مشجع. في مؤتمره الصحفي الأول قال بأنه اختار رقم قميصه 99 وذلك إقتدءً بصديقه الحميم رونالدو ولأن رقم كاسّانو المفضل 18 أُخذ من قبل أحد أعضاء فريقه، وأيضا لأن (9+9 = 18). كاسّانو رفض أخذ الرقم 10 الذي كان يلبسه فرانشيسكو فلاكي والذي أُوقف في صيف 2007 بعد ظهور نتيجة إيجابية لفحص الكوكائينِ. كاسّانو كان في حالة من الفكاهة والضحك خلال المؤتمر الصحفي، لكن تعابير وجهه تغيرت فقط عندما سُأل عن مدربه السابق فابيو كابيلو الذي إستبعده مراراً وتكراراً من فرقة مدريد، وكان جوابه “لا تعليقَ”.
بعد انتهاء مؤتمره الصحفي إتجه للتدرب مع الفريق وشارك فيه حيث أحرز هدفين في مباراة التدريب الأولى له. كاسّانو ظهر لأول مرة مع سامبدوريا في ديربي مدينة جنوى بعد أن شارك كبديل لعضوِ نادي روما السابق فينتشينزو مونتيلا في الدقائق الأخيرة من المباراة. أحرز كاسّانو هدف عودته الأول إلى الدوري الإيطالي ضد نادي أتالانتا. الشهور القليلة الأولى من عودته إلى إيطاليا كانت صعبة لكاسّانو عندما كافح من أجل البقاء خالي من الإصابات، أيضا بسبب بعض المشاكل داخل الملعب، على أية حال عاد إلى مستواه المعهود وأنفجر بإظهار مواهبه المعتادة في أوائل كانون الأول حيث أظهر أنه من صغار السن الأكثر إثارة وموهبة في أوروبا. واصل نهوضه بعد عطلة رأس السنة وأحرز 5 أهداف على فرق مختلفة في الدوري الإيطالي وعلى رأسهم متصدر الدوري الإيطالي إنتر ميلان، أحرز آخر أهدافه في المباراة التي جمعت بين فريقه ونادي تورينو والتي تم طرده فيها في آخر الدقائق بعد البطاقة الصفراء الثانية والتي لم يكن راضي عنها حيث قام بنزع قميصه ورميه في وجه الحكم وتهديده عند غرفة الملابس، بعد انتهاء المباراة عاد كاسّانو للملعب مباشرة وقام بالاعتذار للجمهور والنادي، الصحافة والنقاد الرياضيين انتقدوا كاسّانو على تصرفه رغم قرار الحكم الخاطئ في طرده ولكن ذلك بسبب تصرفه الغير رياضي، والاتحاد الإيطالي لكرة القدم قام فيما بعد بإيقافه لمدة خمس مباريات حيث سيعود للعب مجدداً بعد شهر من تاريخ الإيقاف.

## يورو 2008
بعد عودة كاسّانو مجدداً للدوري الإيطالي وأظهاره لمواهبه مجدداً والعودة لمستواه المعهود، كانت فرصة عودته للمنتخب الوطني الإيطالي كبيرة حيث أنه نافس كابتن نادي يوفنتوس أليساندرو دل بييرو على مقعد في المنتخب، لكن بعد المشكلة الأخيرة في مباراة فريقه مع تورينو والتي تم إيقافه عليها لمدة خمس مباريات؛ قللت الصحافة والنقاد من فرصة عودته للمنتخب مجدداً في البطولة الأوروبية المقامة صيف ذلك العام في سويسرا والنمسا، لكن مدرب المنتخب اللإيطالي روبرتو دونادوني لم يغلق الباب في وجه كاسّانو حيث أكد آنذاك انه لا يزال يؤمن بقدرة اللاعب على تخطي المشاكل وعودته للمنتخب، وبالفعل وجه له الدعوة للمشاركة في الكأس بيد ان تلك المشاركة ولسوء حظه كانت سيئة للغاية حيث قدم الإيطاليون أداء هزيلا بهزيمتهم أمام هولندا بثلاثية نظيفة وتعادل مخيب أمام رومانيا ثم هزيمة مستحقة أمام إسبانيا بطلة الدورة في ذلك العام. وبعد اقالة دونادوني وعودة مارتشيلو ليبي إلى تدريب الأزوري، قام الأخير باستبعاده من تشكيلة المنتخب رغم الشعبية الواسعة التي كان يتمتع بها كاسانو آنذاك والذي اتفق الرأي العام الرياضي انه كان من أفضل المهاجمين الإيطاليين موسم 2008-2009.

## مع سامبدوريا
في شهر مايو من عام 2008، انتقل كاسانو رسميا إلى نادي سامبدوريا. خلال بداية موسم 2008-2009 كان كاسانو كفريقه يقدم أداء متذبذبا، ولكن قدوم جيامباولو بازيني خلال فترة الانتقالات الشتوية أعاده للواجهة إذ شكل معه ثنائيا خطيرا وقدما بقية الموسم أداء رائعا مما حدا باختيارهما معا كأفضل لاعب لشهر فبراير. وقدم تم أختيار تمثيل «بادزيني» من قبل «ليبي» لتمثيل بلاده في منتخبه الوطني دون أن توجه الدعوة لكاسانو. وانتقل الاعب إلي إيه سي ميلان 2011.

## المشاكل الصحية
في 2 نوفمبر 2011، أعلن نادي ميلان الإيطالي لكرة القدم اليوم الأربعاء أن مهاجمه الدولي أنطونيو كاسانو يعاني من «سكتة دماغية اسكيمية (ناتجة عن فقر دم موضعي بسبب عقبات تعترض تدفق الدم في الشرايين)».
وأوضح ميلان في بيان له اليوم أن الفحص الطبي تطلب 72 ساعة وأظهر المشكلة التي يعاني منها اللاعب". ونقل كاسانو إلى المستشفى مساء يوم السبت الماضي خلال رحلة العودة من العاصمة روما عقب الفوز الثمين 3-2 الذي حققه ميلان على روما في الدوري الإيطالي. وأوضح ميلان أن اللاعب سيجري عملية جراحية في الأيام القليلة المقبلة وأنه لن يعود إلى صفوف الفريق إلا بعد عدة شهور يحتاجها للتعافي.

## مع نادي إنتر ميلان
انتقل اللاعب رسميا لنادي انتر ميلان الإيطالي صيف 2012 بعد صفقة مبادلة بينه وبين جيان باولو بازيني زميله السابق في سامبدوريا، ليشكل مع الأرجنتينيين ديغو ميليتو ورودريغو بالاسيو ثلاثيا مرعبا استطاع به الانتر انهاء سلسلة المباريات ال49 بدون هزيمة لنادي يوفنتوس بالفوز 3 عليه-1 وليكتب الانتر بذلك أيضا اسمه في كتب التاريخ بتوقيعه على أوّل هزيمة ليوفنتوس على ملعبه الجديد. كما حقق الفوز أيضا في ديربي ميلانو أمام أ.سي.ميلان 1-0.

## روابط خارجية
- أنطونيو كاسانو على موقع الاتحاد الدولي (مؤرشف)  (الإنجليزية)
- أنطونيو كاسانو على موقع الاتحاد الأوربي (الإنجليزية)
- أنطونيو كاسانو على موقع قاعدة بيانات كرة القدم.إي يو (الإنجليزية)
- أنطونيو كاسانو على موقع ليكيب (الفرنسية)
- أنطونيو كاسانو على موقع ناشيونال فوتبول تيمز (الإنجليزية)
- أنطونيو كاسانو على موقع Soccerbase.com (لاعب) (الإنجليزية)
- أنطونيو كاسانو على موقع Soccerway.com (الإنجليزية)
- أنطونيو كاسانو على موقع عالم كرة القدم.نت (الإنجليزية)
- أنطونيو كاسانو على موقع كووورة
- أنطونيو كاسانو على موقع AS.com (الإسبانية)